# 齐墩果酸
齐墩果酸（英語：或oleanic acid）是一种天然的五环三萜物质，带有齐墩果烷的骨架，其羟基位置与羧基位置与熊果酸、白桦脂酸上的羟基与羧基位置类似。齐墩果酸以游离酸或三萜皂苷的糖苷配基形式存在于许多植物与食品中。